# Нагорода «Латиноамериканське Греммі» найкращому новому артисту
Нагорода «Латиноамериканське Греммі» найкращому новому артисту (англ. Latin Grammy Award for Best New Artist) вручається на щорічній церемонії в США з 2000 року. 

### Список переможців і номінантів
|      | Переможець      | Країна                   | Номінанти | Посилання |
| ---- | --------------- | ------------------------ | --- | --------- |
| 2000 | Ібраїм Феррер   | Куба                     | - Café Quijano - Аморі Гутьєррес - Фернандо Осоріо - Іветі Сангалу                                                                               |           |
| 2001 | Хуанес          | Колумбія                 | - Bacilos - Бебель Жілберту - Sindicato Argentino del Hip Hop - Мануель Варгас                                                                   |           |
| 2002 | Хорхе Морено    | Куба, США                | - Андрес Кабас - Circo - Джан Марко - Sin Bandera                                                                                                |           |
| 2003 | Давід Бісбаль   | Іспанія                  | - Тіціано Ферро - Наталія Лафоуркаде - Фернанда Порто - Алекс Убаго                                                                              |           |
| 2004 | Марія Ріта      | Бразилія                 | - Akwid - Обі Бермудес - Mauricio & Palodeagua - Superlitio                                                                                      |           |
| 2005 | Бебе            | Іспанія                  | - Ілона - JD Natasha - Діана Наварро - Reik |           |
| 2006 | Calle 13        | Пуерто-Рико              | - Céu - Інес Гавірія - Лена Бурке - Памела Родрігес                                                                                              |           |
| 2007 | Jesse & Joy     | Мексика                  | - Алехандра Альберті - Дафніс Прієто - Tulsa - Рікі Валлен                                                                                       |           |
| 2008 | Кані Гарсія     | Пуерто-Рико              | - Моніка Жиралдо - Діого Ногейра - Роберта Са - Хімена Саріньяна                                                                                 |           |
| 2009 | Александер Ача  | Мексика                  | - ChocQuibTown - Клаудіо Корсі - Індія Мартінес - Лус Ріос                                                                                       |           |
| 2010 | Алекс Куба      | Куба, Канада             | - Естрелья - Марія Гаду - Jotdog - Коко Стамбук                                                                                                  |           |
| 2011 | Sie7e           | Пуерто-Рико              | - Пабло Альборан - Макс Капот - Паула Фернандес - Il Volo                                                                                        |           |
| 2012 | 3Ball MTY       | Мексика                  | - Габі Амарантос - Ана Вікторія - Дебора Де Корраль - Елайн - Улісес Хаджис - Хуан Маган - Los Mesoneros - Росаріо Ортега - Мільтон Сальседо     |           |
| 2013 | Маріана Вега    | Венесуела                | - Aneeka - Лінда Брісеньйо - Caloncho - Хуліо Сезар - Пабло Лопес - Міранда - Periko & Jessi León - Даніела Спалла - Хуан Пабло Вега             |           |
| 2014 | Monsieur Periné | Колумбія                 | - Kaay - Іван "Мелон" Льюїс - Ману Манзо - Matisse - Хульєта Рада - Міранда - Туліпа Руїс - Ракель Софія - Vazquez Sounds - Vitrola Sintética    |           |
| 2016 | Мануель Медрано | Колумбія                 | - Софія Абраау - Алекс Анвандтер - The Chamanas - Esteman - Джосс Фавела - ILE - Mon Laferte - Morat - Іан Раміл                                 |           |
| 2017 | Вісенте Гарсія  | Домініканська Республіка | - Паула Аренас - CNCO - Martina La Peligrosa - Mau & Ricky - Rawayana - Софія Реєс - Розалія - Данай Суарес - Себастьян Ятра                     |           |
| 2018 | Karol G         | Колумбія                 | - Анхела Агілар - Anaadi - El David Aguilar - Алекс Феррейра - Los Petitfellas - Нана Мендоса - Крістіан Нодал - Клаудія Прієто - Бенхамін Вокер |           |
| 2019 | Нелла           | Венесуела                | - Айтана - Burning Caravan - Cami - Фер Касільяс - Чіпі Чакон - Elsa y Elmar - Greeicy - Хуан Інгарамо - Пауло Лондра                            |           |
| 2020 | Майк Байя       | Колумбія                 | - Anuel AA - Rauw Alejandro - Cazzu - Conociendo Rusia - Soy Emilia - Kurt - Nicki Nicole - Наті Пелусо - Pitizion - Wos                         |           |